# Cryptopimpla pulloris
Cryptopimpla pulloris är en stekelart som beskrevs av Henry Keith Townes, Jr. 1978. Cryptopimpla pulloris ingår i släktet Cryptopimpla och familjen brokparasitsteklar. Inga underarter finns listade i Catalogue of Life.